# Johann Heinrich Krause
Johann Heinrich Krause (* 1. Januar 1800 in Bürgel; † 13. Februar 1882 in Dresden) war ein deutscher Philologe.

## Leben
Johann Heinrich Krause wurde am 1. Januar 1800 in Bürgel geboren und auf dem Gymnasium in Weimar vorgebildet. Danach bezog er zum Studium der klassischen Philologie die Universität Jena und wechselte an die Universität Halle. Nach seiner Promotion zum Doktor der Philologie wurde er in Jena Privatgelehrter. Seit 1831 wirkte er als Hilfslehrer der Latina der Franckeschen Stiftungen. Diese Stelle aber hielt er nicht lang inne, sondern widmete sich danach dem Sport des antiken Griechenlands.
Seine Lehr-Tätigkeit nahm er in den 1840er Jahren wieder auf und wurde 1843 schließlich an der Universität Halle für Philologie und Archäologie habilitiert. Fortan wirkte er als Privatdozent und las besonders Geschichte der Gymnastik und Agnostik sowie über Platon und über das Disputieren in lateinischer Sprache. 1845 ernannte man ihn zum Kustos der Universitätsbibliothek.
Daneben beschäftigte er sich weiter mit der Griechischen Mythologie, der antiken Kulturgeschichte und mit der Eroberung von Byzanz. 1870 erhielt Krause eine Professur und ging 1877 in den Ruhestand, welchen er in Dresden verbrachte. Dort verstarb er am 13. Februar 1882.

## Werke
- Theagenes oder wissenschaftliche Darstellung der Gymnastik, Agnostik und Festspiele der Hellenen (1835, Nachdruck 1975)
- Olympia oder Darstellung der großen olympischen Spiele und der damit verbundenen Festlichkeiten (1838, Nachdruck 1972)
- De civitatibus neocoris quae in numis maxime Lapid iburque inscriptis commemorantur (Habilitationsschrift, 1843)
- Die Byzantiner des Mittelalters in ihrem Staats-, Hof- und Privatleben, insbesondere vom Ende des zehnten bis gegen Ende des vierzehnten Jahrhunderts (1869; Nachdruck 1974)